# 165 до н. е.

## Події
- консульство Тита Манлія Торквата (патрицій) і Гнея Октавія (плебей) в Римі
- Антіох влаштовує чудове свято в Дафні
- у битві при Емаусі юдеї під командуванням Юди Макавея розгромили греко-сирійську армію, юдейські повстанці захоплюють Єрусалим і беруть в облогу Акру, Юда Макавей стає первосвящеником у Храмі в Єрусалимі
- На честь перемоги над греками, з цього року встановлено 8-ми денне свято Ханука у євреїв усього світу. Початок свята: 25 місяця Кіслев, кінець — 2 або 3-го числа місяця Тевет.
- народне повстання в Єгипті на чолі з Діонісієм Петосарапісом з центром в Панополі, похід Птолемея Філометора на південь і взяття Панополя, повстання придушене
- у Месопотамії спостерігають комету Галлея
- у Китаї при імператорському дворі започаткована практика іспитів (атестацій) для чиновників
- китайські астрономи вперше спостерігають плями на Сонці
- хунну здобули перемогу в тривалій війні над юечжі.
- усуни розселилися в басейні Ілі і Семиріччі